# Saint-Martin-Belle-Roche
Saint-Martin-Belle-Roche este o comună în departamentul Saône-et-Loire, Franța. În 2009 avea o populație de 1.299 de locuitori.

## Evoluția populației
| An        | 1975 | 1982  | 1990  | 1999  | 2006  | 2009  |
| --------- | ---- | ----- | ----- | ----- | ----- | ----- |
| Populație | 993  | 1.278 | 1.150 | 1.151 | 1.209 | 1.299 |